# 미국의 주
미국의 주(U.S. state)는 워싱턴 D.C.와 함께 미국을 이루고 있는 최상위의 지방 행정 구역이다. 일반적으로 영어로는 '스테이트'(State)라고 표기하지만 4개 주(매사추세츠주, 펜실베이니아주, 버지니아주, 켄터키주)는 '코먼웰스'(Commonwealth)라고 표기한다.

## 역사
최초의 13개 주는 영국의 지배로부터 독립한 13개 식민지를 승계하였다. 미국 역사 초기에 기존 주에서 새로운 3개 주(버지니아주로부터 켄터키주, 노스캐롤라이나주로부터 테네시주, 매사추세츠주로부터 메인주)가 분리되었다.
그 외 다른 주는 대부분 미국 정부가 전쟁이나 매입을 통해 획득한 영토에 설치되었다. 특히 버몬트주, 텍사스주, 하와이주 등 3개 주는 연방에 통합되기 전에 독립국가였다. 남북 전쟁 중에 웨스트버지니아주가 버지니아 주에서 분리되었고, 가장최근에 생긴 주는 하와이주로 1959년 8월 21일에 준주에서 주로 승격되었다. 미국의 각 주는 연방에서 탈퇴할 권리가 없다. 

## 기구
주 정부 기구는 연방 정부 기구를 본땄으며, 각 주에는 행정의 장으로서 주 지사가 있고, 주정부의 권한은 행정·입법·사법의 3권이 분립되어 있다. 주지사는 주민의 직접 선거를 통해 선출되고, 임기는 대체로 4년(일부 주는 2년)이다. 의회는 네브래스카주는 단원제를, 그 밖의 다른 주들은 상하 양원제를 채택하고 있고, 각 주는 주 방위권을 가지고 있다. 대부분의 주에서 상원 의원의 임기는 6년이며, 하원 의원의 임기는 2년이다. 주 정부의 각부(各部)는 연방 정부의 각부와 동등한 기능 및 영역을 지닌다. 주의 판사와 검사 등은 주지사가 임명하기도 하고 선거를 통해 선출하는 주도 있다.

## 하위 행정 구역
주(State)에는 군(County, 카운티)을 하위 지방행정으로 두고, 군은 시(City)·읍(Town 또는 Township)·리(Village) 등으로 나뉜다. 각 주는 주의 크기에 따라서 큰 주는 다수의 군을, 작은 주는 소수의 군을 가진다. 각 군은 보통 2개 이상의 시·읍·리를 포함한다. 미국의 시(City)는 일정지역이 도시 형태를 갖추면 주지사의 허가를 받아서 설치되는데, 카운티 안에 여럿 존재하는 작은 규모의 시, 카운티 전체가 하나의 시를 이루는 독립시(Independent city), 5개의 카운티가 독립구로서 하나의 시로 합쳐진 뉴욕시와 같은 대도시(metropolitan city) 등 다양한 규모의 시의 형태가 존재한다. 특히 뉴욕시는 면적이 넓어서 5개의 독립구(브롱크스, 맨해튼, 브루클린, 퀸즈, 스테이튼 아일랜드)로 나뉘는데, 각 구 자체가 하나의 카운티이다. 포토맥 강을 사이에 두고 워싱턴 D.C.와 마주하고 있는 버지니아주의 알링턴 군은 도시와 근교 지역을 포괄하지만 하위 지자체를 두지 않고 단일한 카운티 행정부가 전체를 관할한다.
미국 대부분의 카운티들은 시(City)나 읍(Town)을 카운티 소재지로 정하여 카운티 정부 청사를 두며, 행정관 위원회나 감독관 위원회 등이 카운티 정부 청사에서 열린다. 도시를 구성하지 못한 읍(Town)이나 리(Village)에서는 순전히 지역적 현안들을 처리하는데, 도로를 포장하거나 가로등 조명을 관리하고, 수도 공급을 확보하고, 치안이나 소방 업무를 제공하고, 지역 보건 규정을 수립하고, 쓰레기나 하수 및 폐기물을 처리하며, 정부 운영을 지원하기 위해 지방세를 징수하고, 주 및 카운티와 협동으로 지역 학교 제도를 직접 관리한다.

## 전체 주 목록
| 주명 (연방 가입일 순) | 영어           | 약자 | 주도                            | 연방 가입일 | 주기 |
| --------------------- | -------------- | ---- | ------------------------------- | ----------- | ---- |
| 델라웨어주            | Delaware       | DE   | 도버 (Dover)                    | 1787-12-07  |      |
| 펜실베이니아주        | Pennsylvania   | PA   | 해리스버그 (Harrisburg)         | 1787-12-12  |      |
| 뉴저지주              | New Jersey     | NJ   | 트렌턴 (Trenton)                | 1787-12-18  |      |
| 조지아주              | Georgia        | GA   | 애틀랜타 (Atlanta)              | 1788-01-02  |      |
| 코네티컷주            | Connecticut    | CT   | 하트퍼드 (Hartford)             | 1788-01-09  |      |
| 매사추세츠주          | Massachusetts  | MA   | 보스턴 (Boston)                 | 1788-02-06  |      |
| 메릴랜드주            | Maryland       | MD   | 아나폴리스 (Annapolis)          | 1788-04-28  |      |
| 사우스캐롤라이나주    | South Carolina | SC   | 컬럼비아 (Columbia)             | 1788-05-23  |      |
| 뉴햄프셔주            | New Hampshire  | NH   | 콩코드 (Concord)                | 1788-06-21  |      |
| 버지니아주            | Virginia       | VA   | 리치먼드 (Richmond)             | 1788-06-25  |      |
| 뉴욕주                | New York       | NY   | 올버니 (Albany)                 | 1788-07-26  |      |
| 노스캐롤라이나주      | North Carolina | NC   | 롤리 (Raleigh)                  | 1789-11-21  |      |
| 로드아일랜드주        | Rhode Island   | RI   | 프로비던스 (Providence)         | 1790-05-29  |      |
| 버몬트주              | Vermont        | VT   | 몬트필리어 (Montpelier)         | 1791-03-04  |      |
| 켄터키주              | Kentucky       | KY   | 프랭크퍼트 (Frankfort)          | 1792-06-01  |      |
| 테네시주              | Tennessee      | TN   | 내슈빌 (Nashville)              | 1796-06-01  |      |
| 오하이오주            | Ohio           | OH   | 콜럼버스 (Columbus)             | 1803-03-01  |      |
| 루이지애나주          | Louisiana      | LA   | 배턴루지 (Baton Rouge)          | 1812-04-30  |      |
| 인디애나주            | Indiana        | IN   | 인디애나폴리스 (Indianapolis)   | 1816-12-11  |      |
| 미시시피주            | Mississippi    | MS   | 잭슨 (Jackson)                  | 1817-12-10  |      |
| 일리노이주            | Illinois       | IL   | 스프링필드 (Springfield)        | 1818-12-03  |      |
| 앨라배마주            | Alabama        | AL   | 몽고메리 (Montgomery)           | 1819-12-14  |      |
| 메인주                | Maine          | ME   | 오거스타 (Augusta)              | 1820-03-15  |      |
| 미주리주              | Missouri       | MO   | 제퍼슨시티 (Jefferson City)     | 1821-08-10  |      |
| 아칸소주              | Arkansas       | AR   | 리틀록 (Little Rock)            | 1836-06-15  |      |
| 미시간주              | Michigan       | MI   | 랜싱 (Lansing)                  | 1837-01-26  |      |
| 플로리다주            | Florida        | FL   | 탤러해시 (Tallahassee)          | 1845-03-03  |      |
| 텍사스주              | Texas          | TX   | 오스틴 (Austin)                 | 1845-12-29  |      |
| 아이오와주            | Iowa           | IA   | 디모인 (Des Moines)             | 1846-12-28  |      |
| 위스콘신주            | Wisconsin      | WI   | 매디슨 (Madison)                | 1848-05-29  |      |
| 캘리포니아주          | California     | CA   | 새크라멘토 (Sacramento)         | 1850-09-09  |      |
| 미네소타주            | Minnesota      | MN   | 세인트폴 (Saint Paul)           | 1858-05-11  |      |
| 오리건주              | Oregon         | OR   | 세일럼 (Salem)                  | 1859-02-14  |      |
| 캔자스주              | Kansas         | KS   | 토피카 (Topeka)                 | 1861-01-29  |      |
| 웨스트버지니아주      | West Virginia  | WV   | 찰스턴 (Charleston)             | 1863-06-20  |      |
| 네바다주              | Nevada         | NV   | 카슨시티 (Carson City)          | 1864-10-31  |      |
| 네브래스카주          | Nebraska       | NE   | 링컨 (Lincoln)                  | 1867-03-01  |      |
| 콜로라도주            | Colorado       | CO   | 덴버 (Denver)                   | 1876-08-01  |      |
| 노스다코타주          | North Dakota   | ND   | 비즈마크 (Bismarck)             | 1889-11-02  |      |
| 사우스다코타주        | South Dakota   | SD   | 피어 (Pierre)                   | 1889-11-02  |      |
| 몬태나주              | Montana        | MT   | 헬레나 (Helena)                 | 1889-11-08  |      |
| 워싱턴주              | Washington     | WA   | 올림피아 (Olympia)              | 1889-11-11  |      |
| 아이다호주            | Idaho          | ID   | 보이시 (Boise)                  | 1890-07-03  |      |
| 와이오밍주            | Wyoming        | WY   | 샤이엔 (Cheyenne)               | 1890-07-10  |      |
| 유타주                | Utah           | UT   | 솔트레이크시티 (Salt Lake City) | 1896-01-04  |      |
| 오클라호마주          | Oklahoma       | OK   | 오클라호마시티 (Oklahoma City)  | 1907-11-16  |      |
| 뉴멕시코주            | New Mexico     | NM   | 샌타페이 (Santa Fe)             | 1912-01-06  |      |
| 애리조나주            | Arizona        | AZ   | 피닉스 (Phoenix)                | 1912-02-14  |      |
| 알래스카주            | Alaska         | AK   | 주노 (Juneau)                   | 1959-01-03  |      |
| 하와이주              | Hawaii         | HI   | 호놀룰루 (Honolulu)             | 1959-08-21  |      |

## 같이 보기
- 미국의 주기 목록